# 雷烏山
71°9′S 65°35′E / 71.150°S 65.583°E
雷烏山（英語：Mount Reu）是南極洲的山峰，位於麥克羅伯特森地，屬於查爾斯王子山脈的一部分，處於希克斯山以東33公里，在1960年由澳大利亞探險隊拍攝空中照片，現時由南極條約體系管理。